# Serie Nacional de Béisbol 1993-1994
La Serie Nacional de Béisbol 1993-94 fue la edición 33 del torneo amateur de primera división de esta disciplina en Cuba, comenzó el día 4 de diciembre de 1993 y Villa Clara, campeón del momento, se enfrentó a Guantánamo. Se utilizó la misma estructura y método de clasificación de la anterior Serie Nacional de Béisbol. Villa Clara volvió a ser campeón por tercera vez en total y segunda vez consecutiva.

## Equipos participantes
- Metropolitanos
- Industriales
- Habana
- Cienfuegos
- Sancti Spiritus
- Camagüey
- Ciego de Ávila
- Granma
- Guantánamo
- Holguin
- Santiago de Cuba
- Las Tunas
- Isla de la Juventud
- Pinar del Río
- Matanzas

### Villa Clara
- Ángel López
- Ariel Pestano
- Julio Inufio
- Jorge L. Toca
- Ortelio Rodríguez
- Jorge Díaz
- Eduardo Paret
- Osmani García
- Eugenio Quiñones
- Ariel Sánchez
- Víctor Mesa
- Eddy Rojas
- Oscar Machado
- Amado Zamora
- Michel Perdomo
- Rolando Arrojo
- José R. Riscart
- Eliécer Montes de Oca
- Idonis Martínez
- Yoide Castillo
- René Arteaga
- Jesús Manso
- Orestes Calero
- Alain Hernández
- Pedro Hernández
- Jorge Pérez
- José Mesa
- Vladimir Hernández

## Fase clasificatoria
| Equipo              | JJ | JG | JP | AVE |   |
| ------------------- | -- | -- | -- | --- | - |
| Santiago de Cuba    | 65 | 43 | 22 | 662 | – |
| Industriales        | 65 | 43 | 22 | 662 |   |
| Villa Clara         | 65 | 43 | 22 | 662 |   |
| Pinar del Río       | 62 | 39 | 23 | 629 |   |
| Matanzas            | 65 | 39 | 26 | 600 |   |
| Sancti Spiritus     | 65 | 36 | 29 | 554 |   |
| Camagüey            | 65 | 35 | 30 | 538 |   |
| Isla de la Juventud | 65 | 35 | 30 | 538 |   |
| Habana              | 65 | 35 | 30 | 538 |   |
| Holguin             | 65 | 33 | 32 | 508 |   |
| Granma              | 65 | 32 | 33 | 492 |   |
| Las Tunas           | 65 | 28 | 37 | 431 |   |
| Metropolitanos      | 65 | 22 | 43 | 338 |   |
| Cienfuegos          | 65 | 20 | 45 | 308 |   |
| Ciego de Ávila      | 62 | 18 | 44 | 290 |   |
| Guantánamo          | 65 | 16 | 49 | 246 |   |

- Leyenda: JJ (Juegos jugados), JG (juegos ganados), JP (Juegos perdidos), AVE (Promedio de juegos ganados) AVE = JG / JJ, Dif (diferencia con la primera posición).

### Play Off
|  | Semifinal        | Semifinal |              |             | Serie Final | Serie Final |  |
|  |                  |           |              |             |             |             |  |
|  |                  |           |              |             |             |             |  |
|  | Santiago de Cuba | 2         |              |             |             |             |  |
|  | Santiago de Cuba | 2         |              |             |             |             |  |
|  | Villa Clara      | 4         |              |             |             |             |  |
|  | Villa Clara      | 4         |              | Villa Clara | 4           |             |  |
|  |                  |           |              | Villa Clara | 4           |             |  |
|  |                  |           | Industriales | 3           |             |             |  |
|  | Pinar de Río     | 2         | Industriales | 3           |             |             |  |
|  | Pinar de Río     | 2         |              |             |             |             |  |
|  | Industriales     | 4         |              |             |             |             |  |
|  | Industriales     | 4         |              |             |             |             |  |
|  |                  |           |              |             |             |             |  |

## Premios y distinciones
- Mentor ganador - Pedro Jova (Villa Clara)
- Campeón de bateo - Lourdes Gourriel (Sancti Spiritus) 395 AVE
- Carreras Anotadas - Eduardo Paret (Villa Clara) 59 C
- Jonrones Conectados - Lazaro Junco (Matanzas) 21 HR
- Promedio de Carreras Limpias - Osvaldo Fernández (Holguin) 1.62 PCL